# Минков, Фёдор Николаевич
Фёдор (Тодор) Николаевич Минков (болг. Тодор Николов Минков) (2 января 1830, Рущук, Османская империя (ныне Русе, Болгария) — 15 марта 1906, усадьба Ровины, Дрогичинская волость Кобринского уезда Гродненской губернии Российская империя (ныне деревня Сиреневка Дрогичинского района Брестской области Республики Беларусь) — болгарский и российский педагог и просветитель, деятель Болгарского национального возрождения, основатель Южнославянского пансиона. Член-корреспондент Болгарской Академии наук (1876), действительный статский советник (1886). Большую часть жизни жил и работал в Российской империи.

## Биография
Родился в семье состоятельного торговца. Окончил гимназию в Вене. Во время Крымской войны добровольцем вступил в болгарский легион русской армии, в чине подпоручика занимал должность второго адъютанта при генерале от артиллерии князе Михаиле Дмитриевиче Горчакове, участвовал в обороне Севастополя (1854—1855), был ранен. В 1861 г. закончил политехнический институт в Дрездене и переселился в Россию. C 4 апреля 1863 г. служил надзирателем в пансионе для выходцев из Южной Европы при 1-й Александровской реальной гимназии в городе Николаев. В 1866 г. пансион был закрыт по инициативе Николаевского военного губернатора вице-адмирала Богдана Александровича фон Глазенапа, однако Минков приложил много усилий для того, чтобы возродить пансион в облике частного учебного заведения и встретил поддержку в лице славянофильских кругов, в частности, Ивана Сергеевича Аксакова, Николая Павловича Игнатьева и директора Азиатского департамента Министерства иностранных дел Петра Николаевича Стремоухова. В итоге 10 февраля 1867 г. было дано Высочайшее разрешение императора Александра II на создание в Николаеве частного Южнославянского пансиона, владельцем которого стал получивший должность чиновника по особым поручениям Министерства народного просвещения Тодор (в России его звали Федором Николаевичем) Минков.

## Деятельность Южнославянского пансиона
Пансион открылся 1 марта 1867 г. на улице Никольской, 65 (здание пансиона снесено в 1990 г.) На момент открытия в нём обучалось 15 воспитанников.
Преимущественно в пансионе обучались дети выходцев из южнославянских провинций Османской империи, а с конца 1870-х — из молодых славянских государств Болгария, Сербия, Черногория. Так, в 1870 г. в пансионе воспитывались 70 детей, из них 63 болгарина, 3 серба, 1 чех, 1 румын и 2 православных араба; в 1881 г. — 115 детей, из них 103 болгарина, 3 серба, 1 чех и 1 русский. В 1883 г. общее число воспитанников составляло 105 человек, из них 88 болгар, 1 серб, 1 черногорец, 1 чех и 13 русских. Также в пансионе обучалось некоторое количество хорватов, боснийцев, македонцев, греков и албанцев.
В год основания пансиона стоимость обучения составляла 200 рублей серебром в год, затем она повысилась до 300. Тем не менее пансион не только не приносил Ф. Н. Минкову никаких доходов, но постоянно требовал от него денежных вливаний из собственных средств. Когда в 1876 г. в связи с антитурецким Апрельским восстанием в Болгарии приток пансионеров сильно уменьшился, Минков продал 200 десятин своей земли в Таврической губернии, чтобы пансион мог существовать и дальше. Газета «Новороссийский Телеграф» отмечала: «Вообще следует удивляться, каким образом г. Минков управляется с содержанием пансиона при нынешней дороговизне и при ограниченной плате, которую уплачивают сполна только около 60 учеников. Очевидно, что содержателю необходимо приплачиваться своими деньгами».
Южнославянский пансион был уникальным не только для России, но и для всей Европы учебным заведением, в котором болгары и представители других южнославянских народов получали в полном смысле слова национальное образование. В марте 1868 г. Ф. Н. Минков так сформулировал свои педагогические цели: «Я горячо сочувствую судьбам южно-славянских народов, в образовании их вижу единственное средство к возрождению национальности… Достигну ли я своей цели в деле образования болгарского юношества, это может оказаться только со временем; преждевременные похвалы и порицания я считаю равно неуместными… За мною остается только труд и пламенное желание направить нравственное развитие вверенных мне юношей ко всему доброму и честному. Я желаю внушить юношеству пламенную любовь к общему нашему отечеству».
Пансион стал настоящей кузницей кадров для не существовавшей как самостоятельное государство до 1878 г. Болгарии. Многие его воспитанники в дальнейшем поступили в высшие учебные заведения России и европейских стран и внесли значительный вклад в развитие Болгарии. В разные годы пансион закончили активные участники освободительной борьбы болгар против турецкого ига Атанас Узунов, Панайот Волов, Андрей Богданов, Михаил Греков, Яков Петков; ученые Димитр Матов, Марин Бычваров, Георги Кирков, Пенчо Райков, Антон Каблешков; один из первых болгарских хирургов Георги Калатинов; выдающийся оперный певец и режиссёр Константин Михайлов-Стоян; классики болгарской литературы Алеко Константинов и Георгий Стаматов; политики Екатерина Каравелова, Константин Никифоров, Тодор Тодоров, Петр Пешев, Петр Абрашев, Константин Писарев, Димитр Тончев. Выпускник пансиона Александр Малинов трижды занимал пост министра иностранных дел и исповеданий Болгарии и трижды — пост премьер-министра Болгарии.
Трое выпускников пансиона — Анастас Бендерев, Симеон Ванков и Петр Груев — стали генералами русской армии, причем Ванков вписал своё имя в историю российского города Хабаровск, Бендерев затем служил в Русской армии П. Н. Врангеля, а Груев перешёл на службу в Красную Армию и скончался в 1942 г., в целом отдав военной службе 50 лет.
За 25 лет существования (1867—1892) Южнославянский пансион окончили около 800 уроженцев Болгарии и болгар по национальности. Ф. Н. Минков оказывал своим ученикам всемерную поддержку — содействовал их поступлению в высшие учебные заведения и на государственную службу в России и Болгарии, помогал материально.

## Поздние годы жизни
Параллельно с педагогической деятельностью Ф. Н. Минков проявил себя как яркий публицист русофильского толка. Публиковался в газетах «День» и «Москва», последовательно выступая за тесную дружбу между «славянскими братьями» — болгарами и русскими. Так, в статье, размещенной в газете «Одесский Вестник» (30 марта 1868 г., № 69), Ф. Н. Минков писал: «Мы, болгары, имеем дело с русским народом, нашим единоверным и единоплеменным, и те очень ошибаются, которые думают, что наша братская связь может быть нарушена».
В конце 1875 — начале 1876 гг. Ф. Н. Минков участвовал в сборе средств для подготовки антитурецкого Апрельского восстания 1876 г., находился в контакте с Христо Ботевым и другими видными революционерами, а один из учеников Ф. Н. Минкова Панайот Волов стал одним из виднейших участников восстания и апостолом (уполномоченным) по 4-му Пловдивскому революционному округу.
Также Ф. Н. Минков состоял в Болгарском центральном благотворительном обществе (Бухарест), поддерживая болгарских эмигрантов в Румынии.
При жизни Ф. Н. Минкова в России вышла книга, посвященная его педагогической деятельности — «Воспитание болгар и южнославянский пансион Ф. Н. Минкова в Николаеве» (Санкт-Петербург, 1880). Книга написана видным русским историком и славистом Нилом Александровичем Поповым.
В 1892 г. Южнославянский пансион прекратил своё существование. Шестью годами раньше Федор Николаевич Минков получил чин действительного статского советника, став, таким образом, потомственным дворянином Российской империи. За свою деятельность он был удостоен семи российских орденов, в том числе ордена Святого Владимира 3-й степени, ордена Святого Станислава 1-й степени и ордена Святой Анны 1-й степени. Герб Ф. Н. Минкова был внесен в Общий Гербовник Российской империи 9 января 1908 г. (Общий Гербовник, XVIII, 109). Родовой девиз - "Трудом честным".
В 1893 г. переехал с семьей в Белоруссию, где воссоздал Южнославянский пансион в имении Ровины Дрогичинской волости Кобринского уезда Гродненской губернии. В этом пансионе болгарские и белорусские мальчики готовились к поступлению в российские кадетские корпуса. Пансион прекратил существование со смертью владельца 15 марта 1906 г. Одновременно Ф. Н. Минков в 1893—1906 гг. занимал должность почетного мирового судьи Кобрино-Пружанского округа.

## Память
После смерти выдающегося болгарского и российского педагога согласно его завещанию в столице Болгарии Софии была открыта школа, которой в 1906 г. было присвоено его имя (ныне — основное училище № 20 «Тодор Минков»).
В родном городе просветителя Русе в его честь была названа улица «Тодор Минков».
Ещё при жизни Ф. Н. Минкова в Болгарии появились первые воспоминания учеников и преподавателей Южнославянского пансиона, пытавшихся осмыслить значение фигуры педагога в современной болгарской истории. Интерес к Ф. Н. Минкову активизировался в Болгарии в середине 1960-х гг. В 1970 г. в Софии была издана биография Ф. Н. Минкова — книга Спиридона Тодорова «Тодор Николаевич Минков. 1830—1906. Живот. Дейност. Заслуги». В СССР, в отличие от Болгарии, педагогической деятельности Ф. Н. Минкова не было посвящено ни одной научной работы.
В августе 2012 года заброшенная могила Ф. Н. Минкова была обнаружена писателем, историком и телеведущим Вячеславом Бондаренко и его супругой, журналистом и писателем Екатериной Честновой, на кладбище города Дрогичин. Материал о находке опубликовали ведущие новостные порталы Беларуси, России и Болгарии, а телеканал ОНТ показал сюжет о Ф. Н. Минкове. 17 ноября 2012 г. надгробие на могиле Ф. Н. Минкова было восстановлено преподавателями и учащимися Слонимского кадетского корпуса.. 4 января 2013 г. в Минске и Русе одновременно состоялись вечера памяти Ф. Н. Минкова.

## Интересные факты
Приемная дочь вдовы Ф.Н.Минкова получила его отчество и фамилию уже спустя много лет после его смерти. Со временем Лиляна Тодорова Минкова (1932-2016) стала крупнейшей болгарской переводчицей, доктором филологии (ей переведены на болгарский язык "Мастер и Маргарита" М.А.Булгакова и "Двенадцать стульев" Ильфа и Петрова). Внук Ф.Н.Минкова Георгий Репнинский (1908-1999) стал известным болгарским архитектором, профессором, автором многих книг и статей.

## Награды

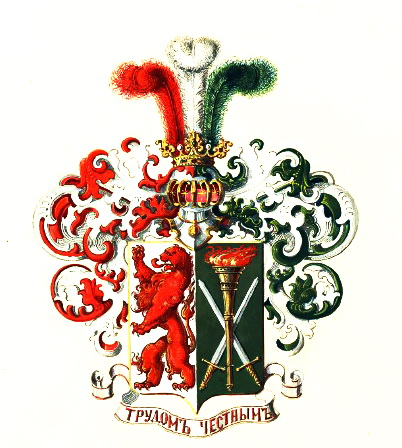
Герб Фёдора Минкова внесен в Часть 18 Общего гербовника дворянских родов Всероссийской империи, стр. 109

- Орден Святого Станислава 3-й степени (1866)
- Орден Святой Анны 3-й степени
- Орден Святого Станислава 2-й степени
- Орден Святой Анны 2-й степени (1881)
- Орден Святого Владимира 3-й степени (1883)
- Орден Святого Станислава 1-й степени (1890)
- Орден Святой Анны 1-й степени (1906)
- Орден "Святой Александр" 3-й степени (Болгария) (1883)
- Орден "За гражданские заслуги" 1-й степени (Болгария) (1896)
- Орден Князя Данило I 2-й степени (Черногория) (1871)